# Villadia paniculata
Villadia paniculata är en fetbladsväxtart som beskrevs av Pino och Cieza. Villadia paniculata ingår i släktet Villadia och familjen fetbladsväxter. Inga underarter finns listade i Catalogue of Life.